# Giro del Veneto 1961
Il Giro del Veneto 1961, trentaquattresima edizione della corsa, si svolse il 17 settembre 1962 su un percorso di 260 km. La vittoria fu appannaggio dell'italiano Nino Defilippis, che completò il percorso in 7h16'00", precedendo i connazionali Bruno Mealli e Angelo Conterno.
I corridori che tagliarono il traguardo di Padova furono almeno 32.

## Ordine d'arrivo (Top 10)
| Pos. | Corridore           | Squadra              | Tempo    |
| ---- | ------------------- | -------------------- | -------- |
| 1    | Nino Defilippis     | Carpano              | 7h16'00" |
| 2    | Bruno Mealli        | Bianchi              | s.t.     |
| 3    | Angelo Conterno     | Baratti-Milano       | s.t.     |
| 4    | Imerio Massignan    | Legnano              | s.t.     |
| 5    | Alfredo Sabbadin    | Philco               | s.t.     |
| 6    | Federico Bahamontes | Vov                  | s.t.     |
| 7    | Franco Balmamion    | Bianchi              | s.t.     |
| 8    | Silvano Ciampi      | Philco               | a 5'48"  |
| 9    | Marino Fontana      | San Pellegrino Sport | s.t.     |
| 10   | Franco Cribiori     | Legnano              | s.t.     |